# 延元
延元 (えんげん、旧字体：延󠄂元)は、日本の南北朝時代の元号の一つ。南朝方で使用された。建武の後、興国の前。1336年から1340年までの期間を指す。この時代の天皇は、南朝方が後醍醐天皇、後村上天皇。北朝方が光明天皇。室町幕府将軍は足利尊氏。

## 改元
- 建武3年2月29日（ユリウス暦1336年4月11日） 兵革（建武の乱）による改元
- 延元5年4月28日（ユリウス暦1340年5月25日） 興国に改元

## 延元年間の出来事
元年
- 湊川の戦い
- 足利尊氏が光明天皇を擁立し、『建武式目』を制定して幕府を開く。
- 後醍醐天皇が京都を脱出して吉野に南朝を開く。

2年
- 越前国で金ヶ崎城が落城する。

3年
- 新田義貞、北畠顕家らが敗死する。
- 北畠親房が義良親王（後村上天皇）・宗良親王を奉じて東国へ向かう途中に嵐に逢い、親房は関東に漂泊する。

### 死去
- 元年 名和長年、結城親光、千種忠顕、楠木正成、楠木正季、後伏見天皇
- 3年 吉田定房、恒良親王、新田義貞、北畠顕家
- 4年 後醍醐天皇

## 西暦などとの対照表
| 延元 | 元年    | 2年     | 3年      | 4年     | 5年     |
| ---- | ------- | ------- | -------- | ------- | ------- |
| 西暦 | 1336年  | 1337年  | 1338年   | 1339年  | 1340年  |
| 北朝 | 建武3年 | 建武4年 | 暦応元年 | 暦応2年 | 暦応3年 |
| 干支 | 丙子    | 丁丑    | 戊寅     | 己卯    | 庚辰    |